# Nun
Nun是许多闪米特字母表的第十四个字母，包括腓尼基字母、亚兰字母、希伯来字母‎以及阿拉伯字母‎。它还是它拿字母表中的第三个字母‎（noonu）。发音为[n]。
腓尼基字母还演变为了希腊字母Ν、伊特拉斯坎字母 𐌍、拉丁字母N以及西里尔字母Н。